# Розенкранц и Гильденстерн

Постер фильма «Розенкранц и Гильденстерн мертвы»

Розенкранц и Гильденстерн (англ. Rosencrantz and Guildenstern) — второстепенные персонажи трагедии Уильяма Шекспира «Гамлет, принц датский», ставшие главными героями пьесы Тома Стоппарда «Розенкранц и Гильденстерн мертвы» и её экранизации.

## Роль в сюжете
Розенкранц и Гильденстерн появляются в трагедии Уильяма Шекспира «Гамлет» как друзья детства главного героя. Решив, что Гамлет что-то замышляет, король Клавдий вызвал их из Виттенбергского университета и приказал шпионить за принцем. Позже он отправил Розенкранца и Гильденстерна в Англию в качестве сопровождающих Гамлета и через них передал местному королю приказ убить принца. Гамлет подменил это письмо, так что казнили его спутников. В финале трагедии прибывший в Эльсинор английский посол объявляет: «Розенкранц и Гильденстерн мертвы!».
Шекспироведы много спорят о том, следует ли считать Розенкранца и Гильденстерна отрицательными героями (в частности, знали ли они о содержании письма Клавдия). Позже эти персонажи появились в сатире Уильяма Ш. Гилберта «Розенкранц и Гильденстерн». Том Стоппард написал абсурдистскую пьесу «Розенкранц и Гильденстерн мертвы» (1967), по мотивам которой снял одноимённый фильм (1990). Основная сюжетная канва здесь соответствует шекспировскому сюжету, но герои знают о содержании поддельного письма английскому королю; много рассуждая о бренности бытия, они чувствуют себя обречёнными и ничего не делают, чтобы спастись. По словам одного из исследователей, они ведут себя «как сбитые с толку свидетели и невинные жертвы».
Розенкранц («венок из роз») и Гильденстьерне («золотая звезда») — фамилии, которые действительно носили датские аристократы шекспировской эпохи. Существует предположение, что Шекспир дал своим персонажам имена в честь Фредерика Розенкранца и Кнуда Гильденстьерна, двоюродных братьев Тихо Браге, посетивших Англию в 1592 году.

## В экранизациях
Розенкранц и Гилденстерн появляются во множестве экранизаций «Гамлета»:
- 1964 — «Гамлет», СССР, режиссёр Григорий Козинцев (Игорь Дмитриев и Вадим Медведев).
- 1990 — «Гамлет», США, Великобритания, Италия, режиссёр Франко Дзеффирелли ([Малони, Майкл|Майкл Малони]] и Шон Мюррей).
- 1996 — «Гамлет», Великобритания, США, режиссёр Кеннет Брана (Тимоти Сполл и Рис Динсдейл).
- 2000 — «Гамлет», США, режиссёр Майкл Алмерейда (Стив Зан и Дехен Турман).
- 2009 — «Гамлет. XXI век», Россия, режиссёр Юрий Кара (Александр Бердников и Илья Оболонков).
- 2018 — «Офелия», США, Великобритания, режиссёр Клэр Маккарти (Ноэль Кучор и Мартин Ангенбауэр).

В фильме «Розенкранц и Гильденстерн мертвы» главных героев сыграли Гэри Олдмен и Тим Рот.